# Campethera caroli
El pito orejipardo (Campethera caroli) es una especie de ave piciforme de la familia Picidae que vive en África.  

## Distribución
Se encuentra en Angola, Camerún, República Centroafricana, República del Congo, República Democrática del Congo, Costa de Marfil, Guinea Ecuatorial, Gabón, Ghana, Guinea, Kenia, Liberia, Nigeria, Sierra Leona, Sudán del Sur, Tanzania, Uganda y Zambia.